# Margaritifer Sinus
Margaritifer Sinus és una característica d'albedo a la superfície de Mart, localitzada amb el sistema de coordenades planetocèntriques a -9.88 ° latitud N i 335 ° longitud E. El nom va ser aprovat per la UAI l'any 1958 i fa referència a la Badia de la Perla, nom extret de la costa de la Perla a l'oceà Índic.